# Недоразумение
«Недоразумение» — советский короткометражный рисованный мультфильм 1986 года. По стихотворению Олега Бундура.
Второй из трёх сюжетов мультипликационного альманаха «Весёлая карусель» № 18.

## Сюжет
Мультфильм про дождь, который в человеческом обличии гулял по городу и поливал улицы, дома и прохожих. Вдруг он увидел надпись на табличке «По газону не ходить», сильно удивился и не стал поливать газон. Над землёй появилось солнце и стало ярко светить на газонную траву, которая без полива стала желтеть и увядать, в конечном итоге весь газон засох, и вместо него осталась растрескавшаяся от жары и засухи земля.

## Съёмочная группа
| режиссёр и сценарист | Людмила Кошкина      |
| аниматор             | Наталия Богомолова   |
| композитор           | Александр Клевицкий  |
| текст читает         | Александр Филиппенко |